# Chant et danse du tambour des Inuits
Le chant et danse du tambour (en groenlandais : Qilaatersorneq, en danois : Trommesang og-dans) des Inuits est une forme artistique traditionnelle combinant de la danse, du chant et de la musique sur un tambour. Cette art, pratiqué depuis des millénaires par des peuples du détroit de Béring, de l'Alaska, du Nord canadien et du Groenland était entre autres utilisé pour résoudre des conflits entre personnes et est encore jusqu'aujourd'hui une forme de divertissement. Cette forme artistique est inscrite en 2021 sur la liste représentative du patrimoine culturel immatériel de l'humanité pour le Danemark.

## Histoire

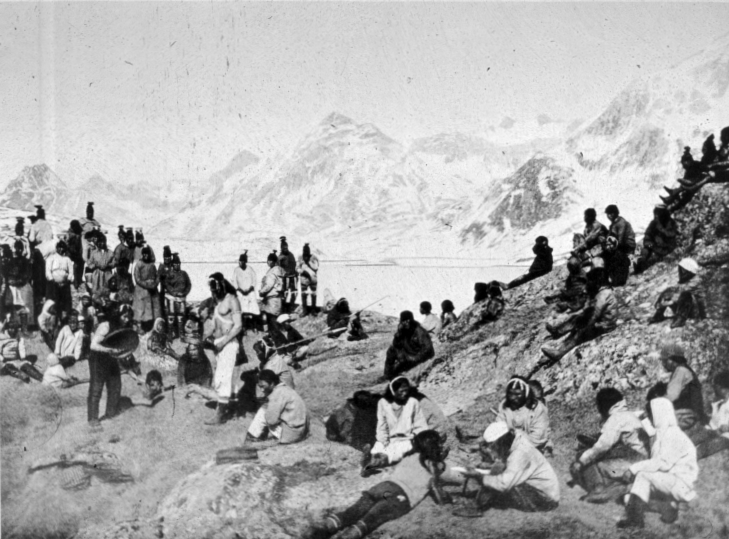
Duel de chant et danse du tambour vers Qingaaq au fjord d'Ammassalik au Groenland. Photographie prise le 26 juin 1905.

Des fragments de tambours qilaat utilisés pour des chants et danses inuits de la culture de Saqqaq et datant d'il y a près de 4 500 ans ont été retrouvés dans des restes d'établissements humains près de la baie de Disko, à Qeqertasussuk et Qajaa. Ceux-ci sont aujourd'hui préservées dans des musées à Nuuk et à Qasigiannguit. Ces tambours chamaniques (de) étaient utilisés au Groenland par les angakoq, les chamans, durant des rituels chamaniques jusqu'à la christianisation du Groenland et produisaient un son fort et grave.
D'après les archéologues, les restes de tambours découverts près de la baie de Disko indiquent que la culture associée aux chants et danses du tambour de l'Arctique a été apportée par les premiers colons paléoesquimaux, provenant de la région arctique canadienne. Les plus anciens restes de tambours inuits découverts au Canada datent d'il y a près de 1 000 ans et appartiennent à la culture de Dorset récente, ceux de l'Alaska datent d'il y a près de 2 000 ans et des restes appartenant à l'ancienne culture de la mer de Béring ont été retrouvés sur l'île Saint-Laurent dans la mer de Béring.
La pratique du chant et de la danse du tambour disparaît presque totalement de l'ouest du Groenland à cause de la colonisation, et n'était plus pratiquée qu'en secret. Les régions du nord-ouest et de l'est sont colonisées plus tard, leur permettant de préserver certaines de leurs traditions liées à cette pratique.

### Transmission

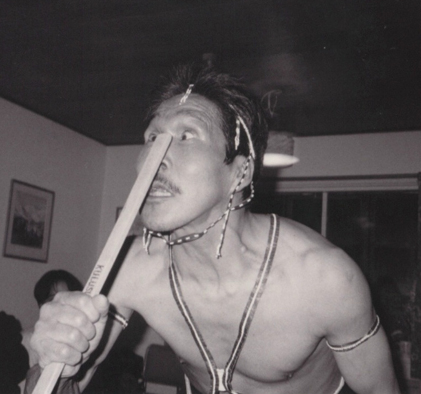
, chasseur et danseur du tambour de Kulusuk. Kulusuk, 1998.

D'après l'interprète contemporaine de chant et danse du tambour Varna Marianne Nielsen Apaloo, la création d'associations pour la transmission de cet art a été nécessaire afin d'élargir le cercle de personnes partageant leurs connaissances, les familles et les générations se réduisant trop pour garantir la transmission générationnelle. Dans le passé, les interprètes de chant et danse du tambour commençaient la transmission de leur savoir à de nouveaux élèves en décrivant d'où ils avaient reçu leur enseignement de cet art, une tradition encore suivie aujourd'hui.

## Description
D'après Timothy McGee, écrivant au sujet des Inuits d'Amérique du Nord, la musique joue un rôle dans les événements informels ou formels, dépendamment des lieux. Contrairement à la pratique dans les Premières Nations, les Inuits composent leurs chansons de façon délibérée. Les chants restent généralement dans le cercle familial. Si quelqu'un chante une chanson composée par un autre, la contribution du compositeur est reconnue et celui-ci participe généralement d'une autre façon, par exemple en dansant pendant le chant.

### Tambour

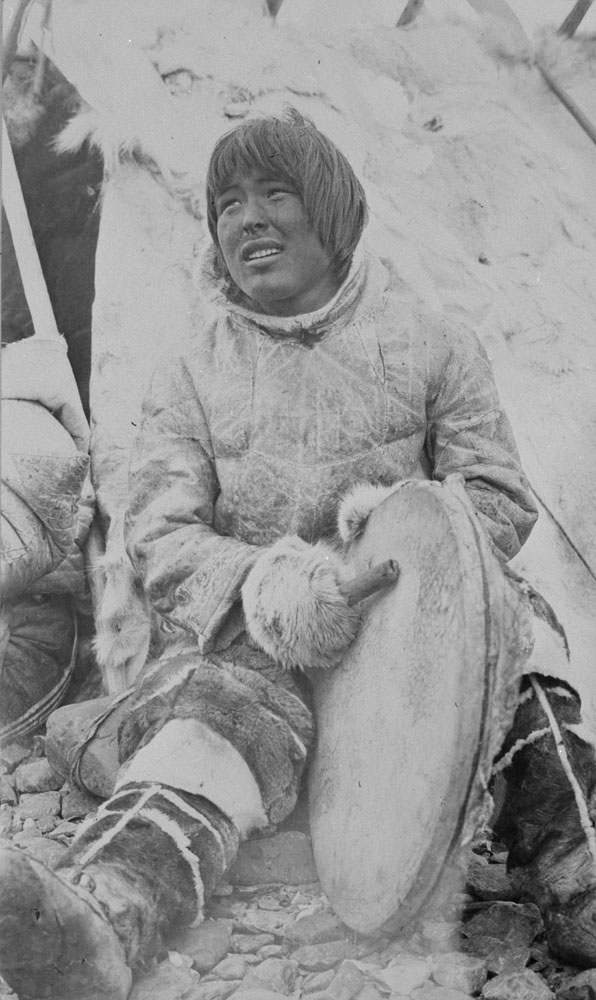
Aniurunna, un Inuit, chantant et jouant du tambour, 28 mai 1915.

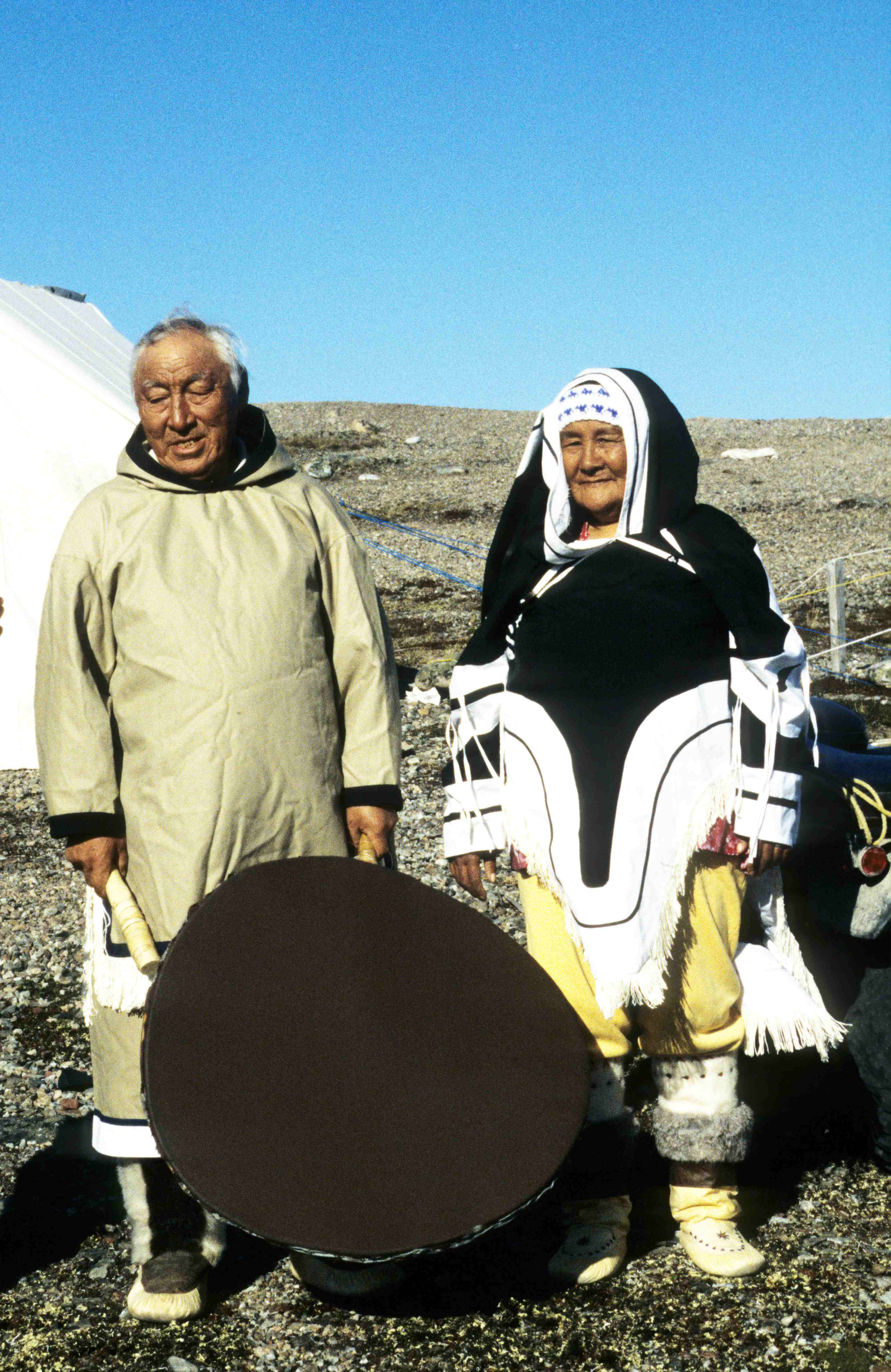
Danseurs de tambour près de la rivière au Nunavut, le 22 juin 1995.

Les tambours sont appelés kilaut ou qilaat. D'après Nielsen Apaloo, les qilaat du nord du Groenland sont plus petits et plus épais que les autres, tandis que ceux de l'est du Groenland sont plus grands et pas totalement circulaires. Le cadre des tambours n'est pas continu tout autour de l'instrument et s'interromp. L'instrument est tenu par un manche attaché au cadre. Dans le récit d'Amundsen, le tambour, qu'il appelle kelaudi, est formé d'une membrane en peau de renne tannée et la petite baguette en bois de l'instrumentiste est couverte de peau de phoque. Les musiciens frappent avec la baguette le cadre de l'instrument ou simultanément le cadre et la membrane.

### Danse
Durant le chant et danse du tambour, les interprètes se penchent légèrement en avant avec les genoux légèrement fléchis puis frappent leur tambour qilaat. Les danseurs miment des animaux ou le sujet traité dans la chanson. L'habillement des danseurs peut par exemple être constitué de coiffes en peau de plongeon ou de moufles de danse.
En Alaska, une pratique de danse consiste à faire rebondir un danseur sur une grande peau tenue par plusieurs dizaines de personnes. Le danseur-acrobate doit réussir à faire passer un bâton sous ses pieds et par-dessus sa tête pendant le bond.

### Musique
Les mélodies sont composées sur une gamme de cinq notes sans demi-tons et ornementées par des microtons. Dépendamment des régions, le battement du tambour est en phase ou indépendant de la pulsation musicale,.

### Chant

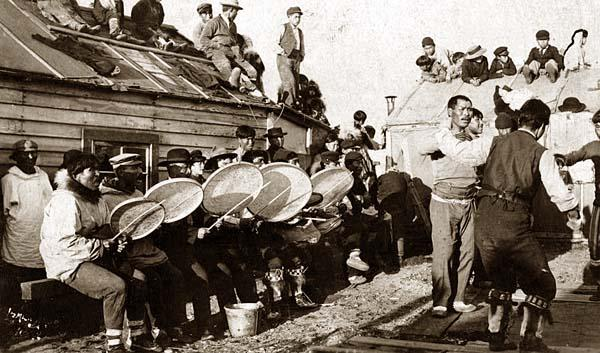
Musiciens et danseur de tambour près de Nome en Alaska, 1900.

Selon Nielsen Apaloo, les chansons sont diverses et traitent généralement des expériences de la vie de tous les jours sans être limités dans le sujet traité. Les chants et danses du tambour pouvaient par exemple être interprétés pour du divertissement. Il y a des comptines pour enfants et des pièces spécifiquement pour le retour de la chasse. Les chant et danses du tambour des chamans utilisés pour des incantations magiques avaient leur particularité propre, et l'interprétation des morceaux et des chorégraphies par les hommes différait de celle des femmes.
D'après McGee, les thèmes abordés dans les chants sont liés à la terre, les saisons et le monde des esprits. Il existe des chants pour la guérison, pour le retour du soleil, sur la pêche, la chasse et le pagayage, pour le jeu ou des chansons affectueuses pour les membres de sa famille. Certaines émotions intenses peuvent mener à la création de chants. Les textes sont constitués de mots ou de vocables autre que des mots. Ils peuvent être des stances courtes ou de longues histoires. Les chants ont une forme strophique (en) et un refrain.

## Formes

### Cérémonies
Traditionnellement, la cérémonie de chant et danse du tambour est la plus importante des cérémonies inuit. Ces cérémonies, durant plusieurs heures, comprennent généralement des chants monophoniques (en), des danses et des compétitions de danse. Elles ont un role religieux et social.
Dans son récit de l'expédition Gjøa dans le passage du Nord-Ouest, l'explorateur polaire Roald Amundsen décrit une cérémonie de chant et danse du tambour inuite à laquelle il assiste durant le kelaudi, un festival:

« Le divertissement commence maintenant. Kachkochnelli entre sur le ring ; là-dessus, Anana élève la voix et commence une chose que je suppose je dois appeler chanter, bien que je trouve assez difficile d'utiliser le mot à cet égard, et les autres femmes se joignent à elle. Je n'ai jamais rien entendu d'aussi monotone, son effet est encore pire lorsqu'il est chanté en chœur. Mais il doit y avoir une sorte de mélodie fixe dans ce chant de quatre notes, car elles parviennent toutes à rester ensemble. Alors que les autres femmes se joignent au chant, Kachkochnelli commence à danser et à battre du tambour. Ce n'était pas exactement une danse gracieuse. Restant au même endroit, il lève d'abord une jambe, puis l'autre, et balance son corps d'avant en arrière, en poussant de grands cris. Il martèle vigoureusement le tambour avec sa baguette sans interruption, en le frappant non pas sur la peau, mais sur le cadre. Le résultat de tous ces efforts est un vacarme assourdissant. La danse de Kachkochnelli devient progressivement de moins en moins énergique, et au bout d'une vingtaine de minutes il s'arrête. Le chant des femmes, qui rythmait les mouvements du danseur, s'éteint en même temps que la danse s'arrête. Entre alors l'homme suivant sur le ring. Il ne semble pas y avoir d'ordre de préséance parmi les Nechilli, celui qui s'assied le plus près et est prêt à jouer monte sans cérémonie sur le ring, et la même danse, les mêmes cris et le même chant sont répétés, sans une nuance de variation. Mais j'ai remarqué que les femmes se relayaient pour diriger le chant. Lorsque Kirnir, un esquimau Ichyuachtorvik, dansait, c'était une femme de sa tribu qui faisait office de chantre, et lorsque Nulieu, l'esquimau Ogluli se produisait, une vieille femme Ogluli bigleuse dirigeait le chant. Il me semblait aussi que le ton variait légèrement entre les diverses tribus, mais je ne saurais être certain sur ce point. Comme je l'ai déjà laissé entendre, je n'ai pas une bonne oreille pour la musique. »

— Roald Amundsen, The North West passage

### Duels

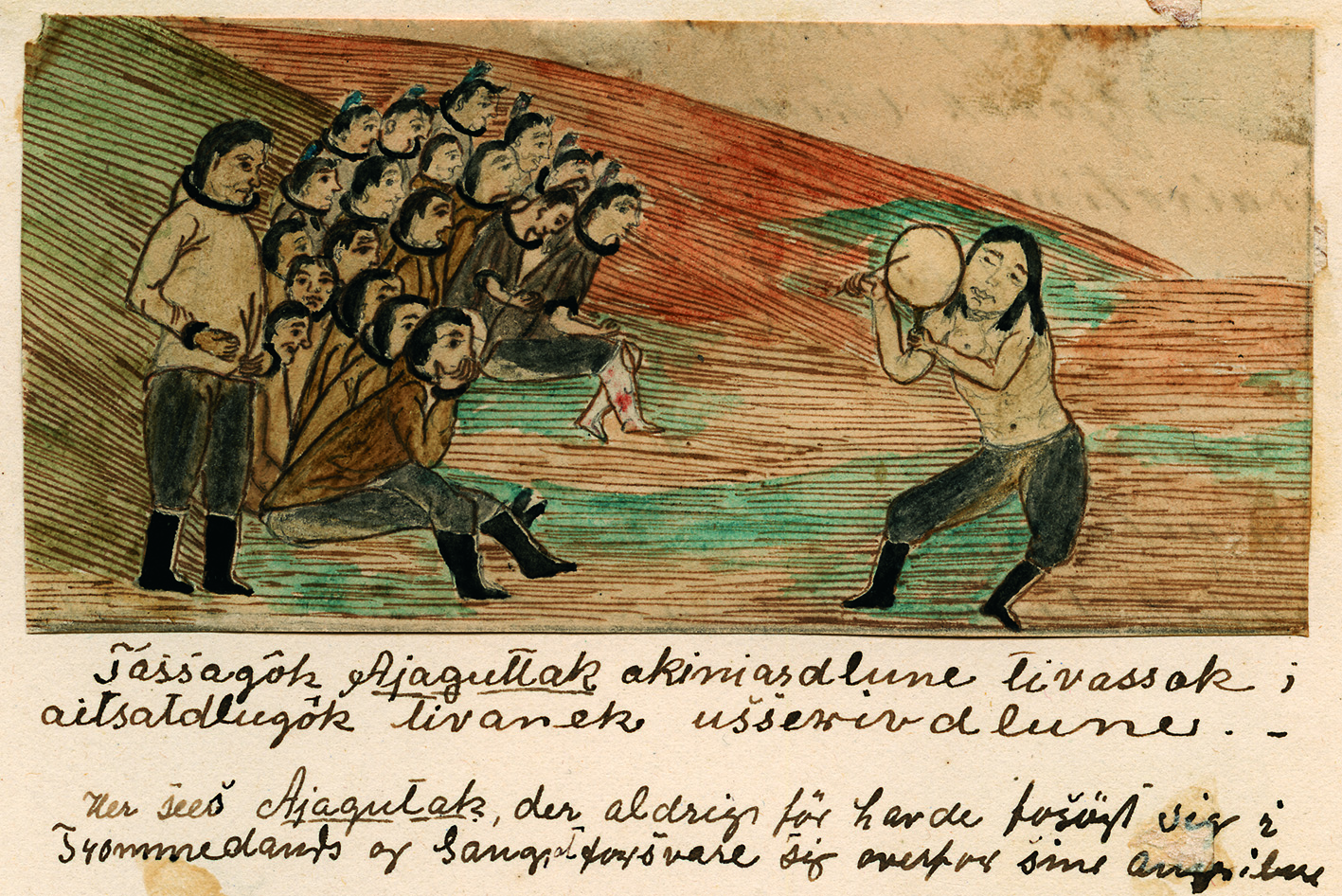
Un duelliste chante et danse devant son adversaire, dessiné vers 1860 par Jens Kreutzmann. Cette image est la plus ancienne représentation graphique groenlandaise connue de cette pratique.

L'ivinneq, le duel de chant et danse du tambour, était la façon qu'avaient les Inuits de résoudre leurs conflits, une résolution non-violente. Mis à part la résolution des meurtres, les conflits étaient résolus au son du qilaat, en provoquant verbalement et gestuellement son adversaire. Le vainqueur était celui qui gardait son calme. Si ce critère ne permettait pas de départager les duellistes, les spectateurs choisissaient l'artiste à la langue la plus mordante et à la créativité la plus incisive ou celui qui les a convaincus de la légitimité de son cas.
Nielsen Apaloo confirme que certaines vieilles chansons traitent de controverses entre des personnes et de duels, qui étaient les raisons pour lesquelles les interprètes s'exprimaient avec cet art. Ces interprètes souhaitaient présenter ouvertement le problème et recevoir un retour de leurs spectateurs. Cette forme spécifique de chant et danse du tambour requérait des duellistes d'interpréter trois chants et danses avant le duel.

### Solo
|  |

Durant une danse en solo, le danseur danse en frappant alternativement les deux côtés de son tambour, accompagné par un chœur de chanteurs interprétant un chant composé par le danseur ou par un membre de sa famille.

### Jeux et compétitions
Des chansons accompagnent certains jeux. Un joueur du jeu de ficelle peut être accompagné par une courte chanson destinée à l'aider.
La danse du tambour peut également prendre la forme de différentes formes de compétition. Les chanteurs peuvent par exemple être évalués sur le nombre et la longueur de leurs chants et sur leur endurance.

## Reconnaissance

### Patrimoine culturel immatériel
Cette pratique est inscrite dans l'inventaire national de patrimoine culturel immatériel du Groenland,. En décembre 2021, elle est inscrite sur la liste représentative du patrimoine culturel immatériel de l'humanité durant la 16e session du comité intergouvernemental de sauvegarde du patrimoine culturel immatériel. Avec « Les traditions nordiques des bateaux à clins » inscrit la même année, elle fait partie des deux premiers éléments inclus dans les listes du patrimoine culturel immatériel de l'humanité pour le Danemark.

### Sur les réseaux sociaux
Selon le Musée et Archives National du Groenland (Nunatta Katersugaasivia Allagaateqarfialu), les hashtags #qilaat et #qilaut sont utilisés sur Instagram pour faire connaitre cette pratique.